# San Martín del Río (kommunhuvudort)
San Martín del Río är en kommunhuvudort i Spanien.   Den ligger i provinsen Provincia de Teruel och regionen Aragonien, i den nordöstra delen av landet, 210 km öster om huvudstaden Madrid. San Martín del Río ligger 800 meter över havet och antalet invånare är 248.
Terrängen runt San Martín del Río är kuperad åt sydväst, men åt nordost är den platt. San Martín del Río ligger nere i en dal. Runt San Martín del Río är det glesbefolkat, med 12 invånare per kvadratkilometer. Närmaste större samhälle är Daroca, 5,8 km norr om San Martín del Río. Omgivningarna runt San Martín del Río är i huvudsak ett öppet busklandskap.